# Alfred Jensen (homme politique)
Pour les articles homonymes, voir Alfred Jensen (homonymie) et Jensen.
Peter Alfred Jensen, né le 7 juillet 1903 à Aarhus (Danemark) et mort le 13 janvier 1988, est un homme politique danois membre du Parti communiste du Danemark (DKP), ancien ministre et ancien député au Parlement (le Folketing).